# Lucien Mussière
Lucien Meurisse dit Lucien Mussière, né en 1890 à Bruxelles et mort le 23 décembre 1973 à Bruxelles, est un acteur de théâtre et de cinéma belge.

## Biographie
Tout jeune, il alla apprendre son métier à Londres, mais rentra pour s'engager volontaire dans l'armée belge en 1914. Il s'illustra dans tous les genres, du vaudeville au drame en passant par l'opérette, car il savait chanter. 
Il interprète en 1934 le rôle du duc de Buckingham dans Les Quatre Mousquetaires.
Il est nommé chevalier de l'Ordre de Léopold.
Il est actif jusque dans ses derniers jours. Il meurt le 23 décembre 1973.

## Filmographie
- 1914 : Maudite soit la guerre d'Alfred Machin
- 1932 : Le Cadavre no 5 de Gaston Schoukens : Sidoine Loriot
- 1934 : Les Quatre Mousquetaires de Gaston Schoukens : le duc de Buckingham
- 1937 : La Gloire du régiment de Sig Arno : Strop
- 1939 : Zig-zag de Gaston Schoukens
- 1958 : Expo en avant ! de Gaston Schoukens : l'Anglais
- 1958 : Courrier du cœur, court métrage de Jean-Marie Piquint, avec Liliane Vincent et Richard Muller.